# Karl Neuner
Pour les articles homonymes, voir Neuner.
Karl Neuner est un ancien skieur alpin allemand originaire de Partenkirchen. Il a participé au combiné nordique lors des Jeux Olympiques de 1928 à Saint-Moritz. Il a été le porte drapeau de la délégation allemande lors de ces Jeux olympiques. Il est le frère de Martin Neuner. Il a fait partie, avec son frère, du comité d'organisation des Jeux olympiques d'hiver de 1936. Il s'occupait des pistes de ski de fond.

## Résultat

### Championnat d'Allemagne de combiné nordique
Il a été champion en 1924. Il a été vice champion d'Allemagne en 1926 et 1927. De plus il a été champion de Bavière de combiné nordique en 1923, 1924, 1926 et 1927.

### Arlberg-Kandahar
- Vainqueur du Kandahar 1929 à Sankt Anton
  - Vainqueur du slalom 1929 à Sankt Anton

## Record
Il a le record de distance sur le Andreas-Sattler-Schanze (K 38) de Oberammergau avec un record de 38 m réalisé en 1922.

## Hommage
Les frères Neuner ont une place (Karl und Martin Neuner-Platz) à leurs noms dans la ville de Garmisch-Partenkirchen. Cette place se situe à côté du Große Olympiaschanze.